# いとうひろし
いとう ひろし（1957年〈昭和32年〉4月20日 - ）は、日本の絵本作家。別名は伊東 寛。東京都練馬区出身・在住。童話やイラストも手がけている。早稲田大学教育学部卒業。早稲田大学の児童文学研究会に所属していた。
1987年5月、創作絵本『みんながおしゃべりはじめるぞ』（童心社、ISBN 4-494-00676-9）で絵本作家デビュー。日本絵本賞読者賞、絵本にっぽん賞、路傍の石幼少文学賞、講談社出版文化賞絵本賞など、受賞作多数。

## 受賞歴など
- 1990年 第13回絵本にっぽん賞：『ルラルさんのにわ』（1990年8月、ほるぷ出版、ISBN 4-593-56030-6 [7][8]）
  - 「ルラルさんシリーズ」1990年刊行より累計20万部超え（2023年時点[9]）。
- 1991年 第20回児童文芸新人賞：『マンホールからこんにちは』（1990年7月、福武書店、ISBN 4-8288-4910-6 [注 2][10]）　※福武・初版の奥付および折り返し著者紹介は『伊東 寛（）』名義。
- 1992年度 第14回路傍の石幼少年文学賞：『おさるのまいにち』・『おさるはおさる』（講談社、1991年5月:ISBN 4-06-197822-5、1991年12月:ISBN 4-06-197825-X [7][11]）
  - 「おさるシリーズ」1991年刊行より累計36万部超え（2021年時点[10]）。
- 1995年 第42回産経児童出版文化賞：『おさるになるひ』（1994年1月、講談社、ISBN 4-06-197836-5 [12][13]）
- 1996年 IBBYオナーリスト 文学作品：『おさるになるひ』[12][14]
- 1996年 第27回講談社出版文化賞 絵本賞：『だいじょうぶ　だいじょうぶ』（1995年10月、講談社、ISBN 4-06-252863-0 [7][15]）
- 1998年 第4回日本絵本賞 読者賞：『くもくん』（1998年10月、ポプラ社、ISBN 4-591-05790-9 [7][16]）
- 2003年 第41回野間児童文芸賞：『おさるのもり』（2003年7月、講談社、ISBN 4-06-198152-8 [7][17]）

## 作品

### 2000年代後半
- 『ふたりでおかいもの』 2010年 徳間書店
- 『すごいぞプンナちゃん/ぼうけんダ・ダーンのひみつのまき』 2009年 理論社
- 『すごいぞプンナちゃん/あっちこっちでへびさがしのまき』 2009年 理論社
- 『すごいぞプンナちゃん/へそをまげてもピクニックのまき』 2009年 理論社
- 『クグノタカラバコ』 2009年 偕成社
- 『おつきさまのやくそく』 2009年 講談社
- 『みんながおしゃべりはじめるぞ』 2009年 絵本館/1987年 童心社
- 『ケロリがケロリ』 2008年 ポプラ社
- 『おさるのまねっこ』 2007年 講談社
- 『おさるのおいかけっこ』 2007年 講談社
- 『おさるのかくれんぼ』 2007年 講談社
- 『ふたりでおるすばん』 2007年 徳間書店
- 『だいじょうぶ だいじょうぶ』 2006年・1995年 講談社[注 3]
- 『くものニイド』 2006年 ポプラ社
- 『ねこのなまえ』 2006年 徳間書店
- 『おさるのやま』 2005年 講談社
- 『あぶくアキラのあわの旅』 2005年 理論社
- 『ルラルさんのほんだな』 2005年 ポプラ社
- 『これあのあれ』 2005年 絵本館/1996年 小学館
- 『ムーちゃんのくつ』 2005年 主婦の友社

### 2000年代前半
- 『ムーちゃんのかばん』 2004年 主婦の友社
- 『ムーちゃんのぼうし』 2004年 主婦の友社
- 『おさるのもり』 2003年 講談社
- 『おちばがおどる』 2003年 ポプラ社
- 『どろんこどろちゃん』 2003年 ポプラ社
- 『あかちゃんのおさんぽ 2』 2003年 徳間書店
- 『あかちゃんのおさんぽ 1』 2003年 徳間書店
- 『マンホールからこんにちは』 2002年 徳間書店/1995年 ほるぷ出版/1990年 福武書店
- 『ふたりでまいご』 2002年 徳間書店
- 『アイスクリームでかんぱい』 2002年 徳間書店
- 『おててはぴかぴか』 2002年 講談社
- 『すぷーんをもてば』 2002年 講談社
- 『ルラルさんのじてんしゃ』 2002年 ポプラ社
- 『ルラルさんのバイオリン』 2001年 ポプラ社/1995年・1993年 ほるぷ出版
- 『ルラルさんのごちそう』 2001年 ポプラ社/1994年 ほるぷ出版
- 『ルラルさんのにわ』 2001年 ポプラ社/1990年 ほるぷ出版
- 『だいかいじゅうオニイタイジ』 2001年 ポプラ社
- 『びっくりテレビはきょうもニュース』 2000年 偕成社
- 『ぱんつもいいな』 2000年 講談社
- 『すこしはきれいに』 2000年 講談社

### 1990年代後半
- 『はじめはりんごのみがいっこ』 1999年 ポプラ社
- 『にぎやかなおけいこ』 1999年 徳間書店
- 『おさるのはまべ』 1999年 講談社
- 『くもくん』 1998年 ポプラ社
- 『レーザーこうせんじゅうビービー』 1998年 童心社
- 『そこなしもりのまんなかで』 1997年 理論社
- 『なにしてあそぼう』 1997年 偕成社
- 『モニカさんのハーモニカ』 1997年 あかね書房
- 『おさるのおうさま』 1997年 講談社
- 『やっかいなおくりもの』 1995年 徳間書店
- 『ねこと友だち』 1995年 徳間書店[注 4]

### 1990年代前半
- 『タイヤがゴロゴロ』 1994年 絵本館
- 『トンカチぼうや』 1994年 クレヨンハウス
- 『おさるになるひ』 1994年 講談社
- 『つんたあそびのはじまり』 1993年 講談社
- 『へびくんのおさんぽ』 1992年 すずき出版
- 『さんにんサンタ』 1992年 絵本館
- 『ぞうのみずあそび』 1992年 絵本館
- 『おさるがおよぐ』 1992年 講談社
- 『おさるはおさる』 1991年 講談社
- 『おさるのまいにち』 1991年 講談社
- 『ごきげんなすてご』 1991年 福武書店
- 『ニニロのおとしもの』 1991年 教育画劇
- 『こだぬきタベタ』1989年 岩崎書店

### 1980年代
- 『あわて山の大男ハチマント』1987年 理論社 作:小野寺悦子